# Varukers
I Varukers sono una band hardcore punk formata nel 1979 dal cantante Rat.
I Varukers originariamente si sciolsero nel 1988 e i vari membri presero vie diverse. Ma Rat decise di riformare la band nel 1993. La loro musica è stilisticamente il classico Hardcore punk britannico UK 82 rappresentato da band come G.B.H. e Exploited. Poiché la band ha avuto ex membri dei Discharge, si può notare la presenza del D-Beat. La band è passata attraverso molti cambiamenti di formazione nel corso degli anni, e l'unico membro originale rimasto è il cantante Rat. Recentemente il gruppo ha prodotto un CD con la SOS Records.    
Ancora oggi la band continua a fare tour dappertutto.

## Discografia

### Album in studio
- 1983 - Bloodsuckers
- 1984 - One Struggle One Fight
- 1986 - Prepare For The Attack
- 1998 - Murder
- 2000 - How Do You Sleep?
- 2009 - Killing Myself to Live
- 2017 - Damned and defiant

### EP
- 1981 - Protest and Survive
- 1982 - I Don't Wanna Be a Victim
- 1984 - Led to the Slaughter
- 1984 - Another Religion Another War
- 1984 - Massacred Millions
- 1994 - Nothing Changed

### Raccolte
- 1993 - Deadly Games
- 1995 - Still Bollox but Still Here
- 2004 - Riot City Years: '83-'84
- 2005 - Punk Singles 1981–1985
- 2006 - 1980–2005: Collection Of 25 Year

### Singoli
- 1983 - Die for your Government